# Onobrychis nikitinii
Onobrychis nikitinii är en ärtväxtart som beskrevs av Orazm. Onobrychis nikitinii ingår i släktet esparsetter, och familjen ärtväxter. Inga underarter finns listade i Catalogue of Life.